# Caius Pomptinus
Caius Pomptinus fut propréteur de la Narbonnaise. Il dut intervenir durant l'une des révoltes des Allobroges en 62/61 av. J.-C. Vainqueur,,, il dut attendre huit ans avant de pouvoir célébrer son triomphe à Rome.